# 10315 Brewster
A 10315 Brewster (ideiglenes jelöléssel 1990 SC4) a Naprendszer kisbolygóövében található aszteroida. Eleanor F. Helin fedezte fel 1990. szeptember 23-án.